# Hàssan II d'Alamut
Hàssan ibn Muhàmmad, conegut com a Hàssan II d'Alamut, fou califa ismaïlita nizarita d'Alamut.
Va succeir al seu pare Muhàmmad ibn Buzurg (o Muhàmmad I d'Alamut) el 1162. Hàssan II va abandonar el títol de daï i es va proclamar califa i "lloctinent de l'imam ocult" o hujja (8 d'agost de 1164). Va abolir la xaria xiïta per ser incompatible amb la vida al paradís a la que els ismaïlites estaven cridats. Això va provocar el trencament total amb els musulmans, i els mateixos ismaïlites s'hi van oposar i el 1166 fou assassinat.
El va succeir el seu fill Nur-ad-Din Muhàmmad II (o Muhàmmad II d'Alamut).